# うた沢
うた沢（うたざわ）は、端唄から派生した江戸後期の短い歌謡。

## 概略
創始は歌沢笹丸（うたざわ ささまる、1797年 - 1857年〈本名：笹本彦太郎〉）。本所割下水に住む旗本の隠居で、畳屋の寅・ご家人の柴田金・仕事師の茂兵衛・火消しの音・稲荷の滝・魚屋の定などの同好者を集めて好きな端唄を聞かせていた。しかし端唄は聞かせどころがなく余りにあっさりとしていたところから工夫を加え、「歌沢節」と名づけ、自身は「歌沢笹丸」と名乗った。1857年（安政4年）6月、官に乞うて嵯峨御所より歌沢大和大掾を受領する。
笹丸歿後の翌年、畳屋の寅が歌沢寅右衛門と名乗り、歌沢初代の家元となる。
その4年後にご家人の柴田金が哥沢の初代家元となり、芝金と名乗った。（これはご家人であった畳屋出身の家元の傘下に入るのを潔しとしなかったためと言われている）。
いずれにせよ、発生は嘉永年間以後とされ、歌沢（寅派）・哥沢（芝派・哥沢芝金）を名乗る両派が生まれたので、共通の「うた沢」と表記されるようになり、今日に至っている。

## 音楽的特徴
端唄との違いはサラリとうたう端唄に対してこってりとうたう点にあり、それによって楽曲に渋みが加味される。節回しもより細かく、前奏がある。その結果、曲の長さも倍近くある。

## 代表的な曲

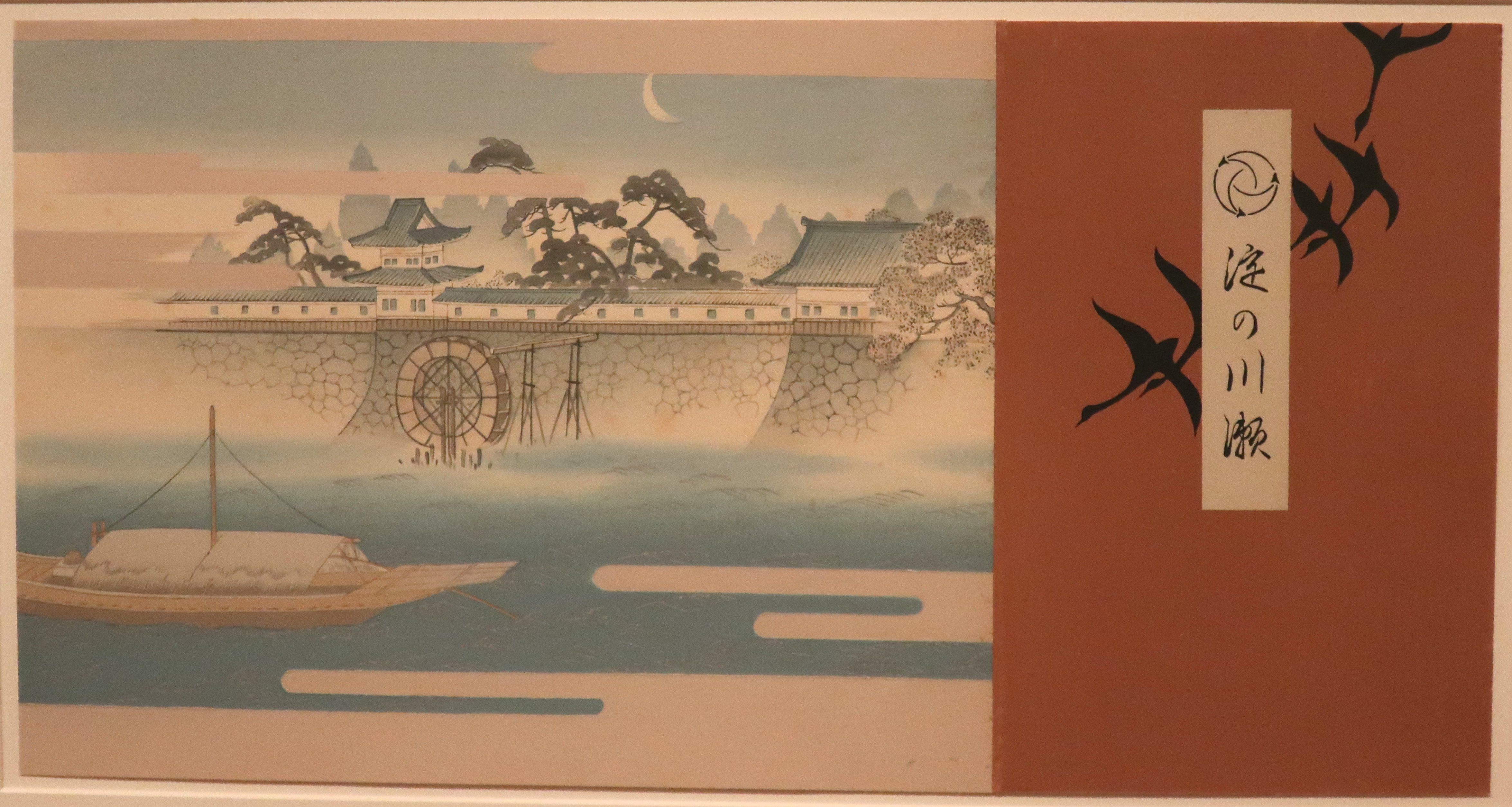
「淀の川瀬」を題材にした浮世絵。児島玉鳳画、1934年頃

- 梅にも春
- 夕暮
- 淀の川瀬
- 淀の車
- 和歌の浦
- 蝶は菜種
- 宇治茶
- 苗売
- 薄墨
- 書き送る
- 秋の夜
- 萩桔梗
- 露は尾花
- 香に迷う
- 我がもの